# The Open Door
The Open Door (en español, “La Puerta Abierta”) es el segundo álbum de estudio de la banda de metal estadounidense Evanescence. Se distingue por su elegante sonido sinfónico, romántico y espeluznante. Se lanzaron cuatro sencillos («Call Me When You're Sober», «Lithium», «Sweet Sacrifice» y «Good Enough») más uno solo promocional («Weight of the World»), y el disco se promocionó con la gira The Open Door, en tres etapas. A día de hoy, The Open Door ha vendido más de seis millones de copias en todo el mundo.
El álbum recibió críticas mixtas por parte de los críticos. En general, se elogió su contenido lírico e instrumentación, acompañada por la voz de Lee. Sin embargo, algunos otros dieron una opinión negativa sobre el sonido diferentes desde el último álbum de la banda Fallen (2003). Por otro lado, The Open Door recibió una nominación en la 50.ª edición de los Grammy a la Mejor Interpretación de Hard Rock con «Sweet Sacrifice». La banda también ganó en la categoría de Álbum del Año en los MTV Australia Video Music Awards 2007. The Open Door debutó en el número uno en el Billboard 200, vendiendo así más de 447.000 copias en su primera semana. Se encabezó las listas en Australia, Europa, Alemania, Grecia y Suiza, y trazó en el top cinco en más de quince países. El álbum fue certificado platino por la Recording Industry Association of America (RIAA) poco más de un mes después de su lanzamiento. 
«Call Me When You’re Sober» fue publicado digitalmente como el primer sencillo del álbum el 4 de septiembre de 2006 y fue lanzado más adelante como un solo CD el 27 de septiembre. Alcanzó el puesto número 10 en el Billboard Hot 100 y también alcanzó el top 20 en varios gráficos más internacional. «Lithium» fue publicado como el segundo sencillo el 1 de enero de 2007, mientras «Sweet Sacrifice» fue lanzado como el tercer sencillo internacional del álbum el 5 de mayo de 2007.

## Antecedentes

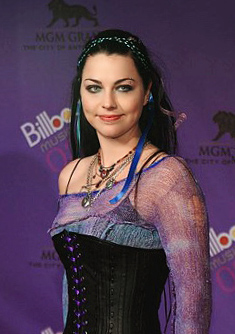
Amy Lee principal compositora del álbum al igual que de todos los álbumes de la banda.

Durante una entrevista con MTV News, Lee dijo que la banda comenzaba la escritura de su nuevo proyecto para el mes de marzo de 2004, después de terminar el tour Fallen. La cantante y líder de la banda reveló que era imposible escribir en la gira y añadió: «todo el mundo se va a su casa a escribir textos». Además, dijo que la banda iba a reunirse exclusivamente para trabajar en la grabación de su nuevo material discográfico. Amy Lee originalmente comentó la noticia sobre el nuevo álbum a todos los fanáticos y seguidores en un post de un sitio web no oficial. Sin embargo, el trabajo progresó lentamente por diversas razones, incluyendo el deseo de Amy Lee de maximizar el proceso creativo del álbum, algunos proyectos de otros miembros de la banda, un derrame cerebral del guitarrista principal Terry Balsamo, la salida de B←n Moody y la pérdida de su antiguo mánager. Aunque Lee dijo en el foro de fanes que el nuevo álbum de Evanescence estaría finalizado en el mes de marzo de 2006, el lanzamiento se retrasó debido a que supuestamente «la compañía discográfica Wind-up Records quería hacer algunos cambios en el próximo sencillo Call Me When You're Sober». Hablando sobre el desarrollo y la inspiración del álbum, Lee declaró: 

«La vida pasa. Estábamos escribiendo desde hace más de un año, e incluso durante el proceso de grabación, había todo tipo de cosas como problemas de relación, y luego hubo toda clase de drama con [Rider], era algo muy estresante. Los momentos con Terry fueron una parte difícil. Todas las cosas vividas sirvieron de inspiración, porque todo era frustrante. En mi parecer, cuando me siento frustrada y golpeo la pared siento que todo es un caos, pero esto hace que la música sea mejor, porque tienes la pasión, incluso si la situación es negativa a veces es mejor, todos nos sentimos como si pudiéramos tomar un nuevo aire y comenzar de nuevo a escribir grandes canciones, es algo que me encanta, aunque no tanto... al mismo tiempo que se necesitan realizar los ensayos para ver si somos realmente capaces de hacer algo que sea auténtico y real».

Cuando se le preguntó sobre la temática de esta nueva producción discográfica Lee respondió: «Evanescence es la purga de todos mis problemas y de las difíciles experiencias que he tenido que vivir. Naturalmente, que aún estoy viviendo... todavía estoy trabajando en los ensayos y siento que este nuevo material no es tan tormentoso como el primero, me refiero a las cosas vividas. Las letras de las canciones del nuevo material están buscando las respuestas, la búsqueda de soluciones sobre la felicidad». En una entrevista concedida a MTV News, Lee reveló la inspiración detrás del título del álbum: «Me siento como si tuviera la posibilidad de hacer un montón de cosas que no podía hacer antes, por una serie de razones [...] Como artista que soy, siento que puedo hacer cualquier cantidad de cosas. Este álbum está hecho a mi medida en todos los aspectos, es algo más personal». Lee también dijo que trató de hacer las cosas diferentes (respecto a su anterior producción) y que era algo que definitivamente quería hacer, concluyó. El diseño de carátula del álbum muestra a Lee de frente a una puerta abierta, justo delante de ella se vislumbra una gran cantidad de nubes. La vestimenta que luce la cantante es de estilo «victoriano», un diseño realizado por ella misma. Cosyns Simon del tabloide británico The Sun llegó a la conclusión de que la obra de arte «mantiene intacta la imagen oscura de Evanescence, con escenas siniestras de cuentos de hadas, elaborados arcos góticos de estilo victoriano iluminan toda la tipografía y la elaboración de los vestidos alcanza la fluidez». Yuliya Geikhman licenciada en inglés y redactora especial para Yahoo! elogió el diseño de portada alegando que la imagen principal es «una fotografía impresionante que complementa el título del CD».

### Escritura y grabación
El proceso de escritura para The Open Door tuvo una duración de 18 meses. Las nuevas canciones del álbum fueron escritas por Amy Lee y Terry Balsamo, quien compartió créditos por trece canciones. Sin embargo, la cantante escribió las canciones «Like You», «Lithium» y «Good Enough», mientras ella coescribió «All That I'm Living For» junto con el guitarrista Troy McLawhorn. Lee dijo que después de la salida de Ben Moody, ella no tenía a otra persona que le colaborara en el proceso de escritura. En su lugar, Terry Balsamo de alguna manera «elevó» su nivel de escritura y se animó a realizar algo que quizá ella (Amy Lee) no habría podido hacer con Moody. Lee dijo algunas palabras sobre Moody: «es un gran escritor, nosotros solíamos disfrutar con él, y en cualquier momento cambiaba: dejemos de tomar todo esto tan en serio y vamos a divertirnos». Lee también describió el proceso de escritura con Balsamo, durante una entrevista con el diario The Sun: «él tiene varios elementos misteriosos, es surrealista con la escritura [...] es realmente bueno ya que funciona a la perfección con todo lo que realizamos. La escritura con Terry fue una experiencia única en mi vida, porque nunca he sido capaz de sentarme y escribir música con alguien y no sentir miedo a lo que digan. En un comunicado dijo que la grabación del álbum fue «intensa» y que salió «purificada», mientras que su compañero de escritura, Terry Balsamo, la levantó a «un nuevo nivel de inspiración y posibilidades».
El álbum fue grabado en Record Plant Studios, Los Ángeles, California. Fue producido y mezclado por Dave Fortman en los estudios Ocean Way. Jeremy Parker estuvo a cargo de la ingeniería de sonido con Mike Houge y Seidman Wesley, estos últimos como ingenieros adicionales, mientras que Ted Jensen realizó los trabajos de masterización en Sterling Sound, Nueva York. Los arreglos corales fueron terminados por Amy Lee y grabados en los estudios Capitol de Hollywood, California. Los coros fueron registrados en una antigua capilla localizada en Seattle, Washington. DJ Lethal fue el encargado de programar todas las canciones en el álbum, aunque Troy McLawhorn fue uno de los programadores adicionales para las canciones «Call Me When You're Sober» y «All That I'm Living For». David Campbell terminó los arreglos orquestales que fueron llevados a cabo por Seattlemusic.

## Música
Hablando para la revista estadounidense Rolling Stone, Lee reveló que álbum sería «un espectro completo de oscuridad y cosas de miedo y algo de emoción». Durante una entrevista con el periódico The Washington Post, la cantante describió el sonido del álbum: «Yo solo quería crear y hacer algo diferente... estructuralmente es mucho más divertido. Creo que es más maduro, más de todo, los instrumentos van de la mano, el piano, la guitarra y la voz, es algo que está escrito conjuntamente, las cosas se entrelazan definitivamente y lo hace más personal, por lo menos para mi». Hablando sobre el álbum para MTV News declaró: Todo esto es algo nuevo y divertido para nosotros, en realidad este álbum de cierto modo me empujó a todos mis límites y logró hacer realidad todas aquellas cosas que definitivamente no era capaz de hacer. En otra entrevista con el diario británico The Sun, Lee dijo que el tema principal de The Open Door era la libertad y su vida personal. También describió las canciones en el álbum como «oscuras», pero agregó que a pesar de todo mostró la forma de superar los momentos difíciles en su vida. Aseguró que se encontraba satisfecha con el trabajo realizado y que ciertamente había logrado el objetivo. La incorporación de sonidos clásicos y de varios elementos nuevos en la música, hizo que la cantante se inclinara por las influencias artísticas de Björk, y la vocalista Beth Gibbons, compositora y líder de la banda Portishead.
Las canciones «Lacrymosa» y «Your Star» contienen algunos coros compuestos por el grupo The Millennium Choir, con quienes ya trabajaron anteriormente. Richard Harrington, del diario The Washington Post señaló que el álbum consta de canciones netamente góticas con letras y sonidos melancólicos, mientras que los pianos, las cuerdas y los coros proporcionan la música. Otros géneros presentes en las canciones de este álbum son el heavy metal, la ópera y la música pop. Jim Farber del diario neoyorquino Daily News concluyó que «la música del nuevo trabajo de Evanescense no es del todo metal, tampoco es exactamente pop. Sin embargo, el híbrido resultante ofrece una verdadera alternativa a todo lo que hay por ahí». Farber presume haber encontrado algunas similitudes entre las canciones de The Open Door, con artistas como Mariah Carey, Sarah Brightman, Nickelback y Haslam Annie. Un escritor del diario australiano The Sydney Morning Herald concluyó que las "melodías sinfónicas y letras oscuras se notan más que nunca en esta producción".
Ann Powers de Los Angeles Times dijo que la música del álbum contiene «demasiado pop para algunos y es muy duro para otros». En su propia reseña de The Open Door, Jon Dolan de la revista estadounidense Entertainment Weekly concluye: «la variación de la música electrónica, y los sonidos del metal ofrecen como resultado un canto sorprendentemente operístico por parte de Amy Lee». Sarah Rodman del diario The Boston Globe argumentó que «las pistas musicales del álbum son relativamente similares a otro tipo de canciones interpretadas por la banda como «Bring Me to Life» y «Going Under» (sencillos de Fallen), canciones con voz de soprano e interludios de piano». Rob Sheffield de Rolling Stone comparó la voz soprano de Amy Lee con la de otros artistas destacables de los años 1980 como Pat Benatar y Ann Wilson de la banda canadiense Heart. Andree Farias del periódico cristiano Christianity Today dijo que el álbum es «una extensión de lo que la banda hizo anteriormente». Los Blast beat industriales dan paso a los "riffs" de guitarra pesados, acompañados por los sonidos orquestales y la voz soprano de Amy Lee. Un escritor de la revista Billboard escribió que la banda ha logrado «cambiado varios dolores de cabeza por una serie exitosa de melodramas góticos acompañados de himnos industriales con toques progresivos y clásicos».

### Canciones y letras

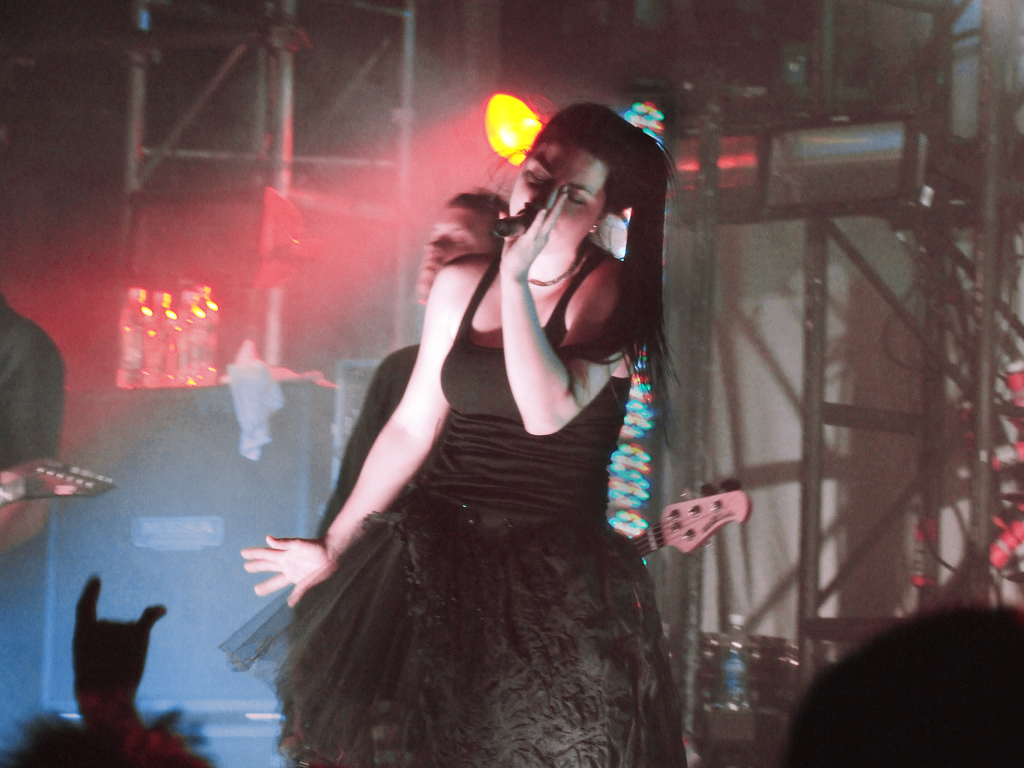
Amy Lee tocando en un concierto en vivo, en la primera etapa de la gira mundial The Open Door.

"Sweet Sacrifice", la primera canción del álbum contiene "guitarras rugientes" y una sección de cuerda como afirma Ed Thompson de IGN. El tema principal de la canción contiene la temática básica de todas las canciones de su anterior álbum, según Amy Lee. Tanto Jordania Reimer del periódico The Daily Princetonian y Rob Sheffield de la revista Rolling Stone espacularon que el sencillo fue escrito por el exintegrante de Evanescence, el guitarrista Ben Moody. "Call Me When You're Sober" es un tema que empieza con una suave sección de piano, después se convierte rápidamente en un cántico pesado con elementos propios del metal alternativo, el rock sinfónico y la música pop.
 Lee describió la canción como un "himno de pollo", también dijo que había escrito el sencillo para su exnovio Shaun Morgan, principal líder de la banda Seether. Sin ningún tipo de miedo para ocultar sus más íntimas emociones, la cantante acusó a Morgan de la ruptura: "si tu me amaras estarías conmigo, no llores por mí, estoy cansada de las mentiras, debería haberte dejado caer". Lee dejó en claro que las experiencias vividas con Morgan la hicieron sufrir en gran manera y que esta canción era un reflejo de toda las cosas negativas. Y concluyó: "Es [la música] mi salida para cada cosa negativa que he tenido que pasar. Me permite convertir algo malo en algo hermoso". "Weight of the World" es una mezcla de pop y metal según un escritor del diario escocés Stornoway Gaceta. Amy Lee dijo que esta canción es "increíble para mí, debido a la adrenalina. Sobre todo cuando la tocamos en vivo".
"Lithium" es una canción de rock un poco lenta, cantada en un tono de voz más grave. Según las palabras de Lee, el estribillo original fue escrito cuando aún era una adolescente, pero la guitarra fue reemplazada más tarde por el piano y los versos salieron. Escrita sobre la posibilidad de elegir entre la melancolía y la posibilidad de la felicidad, el tema muestra la tristeza del protagonista como una excusa para hacer música. Los críticos señalaron algunas similitudes en la introducción de la canción con respecto al anterior trabajo, Fallen. Mientras que Chris Harris de MTV dio su propio análisis sobre "Lithium" y "Good Enough" afirmando que son temas que recuerdan las canciones de la pianista canadiense Tori Amos. Por otra parte, Rob Sheffield de la revista Rolling Stone, señaló que la canción de Lee es un "canto a la de Kurt Cobain", y Alex Nunn de musicOMH dijo que "por desgracia [esta canción] no se conecta a la pista de Nirvana". "Cloud Nine" también hace relación a la vida sufrida con su exnovio, la cantante realizó su propio análisis y concluyó: "yo estaba luchando con una relación y me sentí como un desperdicio". El tema "Snow White Queen" fue una inspiración de Lee luego de vivir desagradables experiencias. Ella dijo al respecto: "Mi privacidad ha sido completamente invadida y hubo un par de noches en las que no podía quedarme en mi casa. Así que escribí una canción sobre esa situación, a través de los ojos de un acosador y con mi propio punto de vista". Jon Dolan de la revista Entertainment Weekly, encontró varias similitudes entre "Snow White Queen" y la canción "Me and a Gun" de la artista Tori Amos (un tema que narra su propia violación sexual cuando tenía 21 años). La pista utiliza varios ritmos industriales en la composición.

## Recepción

### Críticas
The Open Door recibió generalmente críticas mixtas y positivas de críticos de música. En Metacritic, que asigna una calificación normalizada de 100 críticas recibió un puntaje promedio de 61, basado en doce revisiones, lo que indica «revisiones generalmente favorables». El crítico musical de IGN Ed Thompson consideró que «The Open Door es todo lo que podrías desear en un álbum» y agregó que a pesar de la salida de Moody's de la banda, los miembros restantes «no han perdido el ritmo». Rob Sheffield de Rolling Stone le dio al álbum tres estrellas y media de cinco y dijo: «Cuando el dolor se apodera de su alma encorsetada, [...] simplemente sobregraba su gran voz que desgarra el corpiño en un coro». Además, agregó que las «mejores canciones son las más espeluznantes», y concluyó;  «Obviamente, Lee tiene un toque magnético y destructivo, pero eso es lo que hace que las canciones de The Open Door se sientan realmente reales». Jon Dolan de Entertainment Weekly explicó que el disco es «más personal y tal vez incluso más universal». Blender dio una crítica positiva y confesó: «Más pesado que Fallen, el álbum amplía todo hasta proporciones gloriosamente épicas y exageradas». Billboard dijo: «Aquellos que abrazaron a Fallen sin duda caerán aún más fuerte en The Open Door».

### Lanzamiento y ventas
The Open Door fue lanzado por todo el mundo comenzando por Polonia, el 25 de septiembre del 2006; Japón, el 27 de septiembre; Irlanda, el 29 de septiembre; Australia, el 30 de septiembre; el resto de Europa el 2 de octubre del 2006; y finalmente en Norteamérica el 3 de octubre. La versión digital del álbum estuvo disponible para su pre-orden desde 15 de agosto del 2006 en iTunes y en Walmart.com. Esta pre-orden, si era comprada antes del 3 de octubre del 2006, contenía una entrevista con Amy Lee y una canción extra titulada «The Last Song I'm Wasting On You«, la cual se convirtió en un B-Side del sencillo «Lithium». El álbum entero se filtró en internet el 4 de septiembre del 2006 y el 24 de septiembre, el álbum estuvo disponible en AOL Music.
The Open Door debutó en el número uno en EE. UU., Australia, Alemania, Grecia y Suiza, y estuvo en los 5 primeros lugares en Austria, Canadá, Francia, Hong Kong, Irlanda, Israel, Italia, Japón, Países Bajos, Noruega, Nueva Zelanda, Corea del Sur, Suecia y Reino Unido. De al Billboard 200, el álbum vendió alrededor de 447.000 copias en su primera semana, siendo también el 700.o álbum en liderar esa tabla. En sólo dos semanas en la tablas de EE. UU., el álbum vendió aproximadamente 725.000 copias, y el 8 de noviembre del 2006, The Open Door fue certificado platino en los Estados Unidos, poco tiempo después de un mes de su lanzamiento mundial. El álbum ha vendido dos millones de copias en los Estados Unidos siendo certificado doble platino en junio del 2009 por la RIAA. The Open Door es un álbum que a pesar de la crisis de internet vendió muchas copias. El sencillo más exitoso del disco fue "Call me when you're sober", seguido por «Sweet Sacrifice», que mereció una nominación al Grammy. The Open Door ganó en la categoría «Álbum del Año» y en «Mejor Diseño de Tapa» en los MTV Australia Video Music Awards.

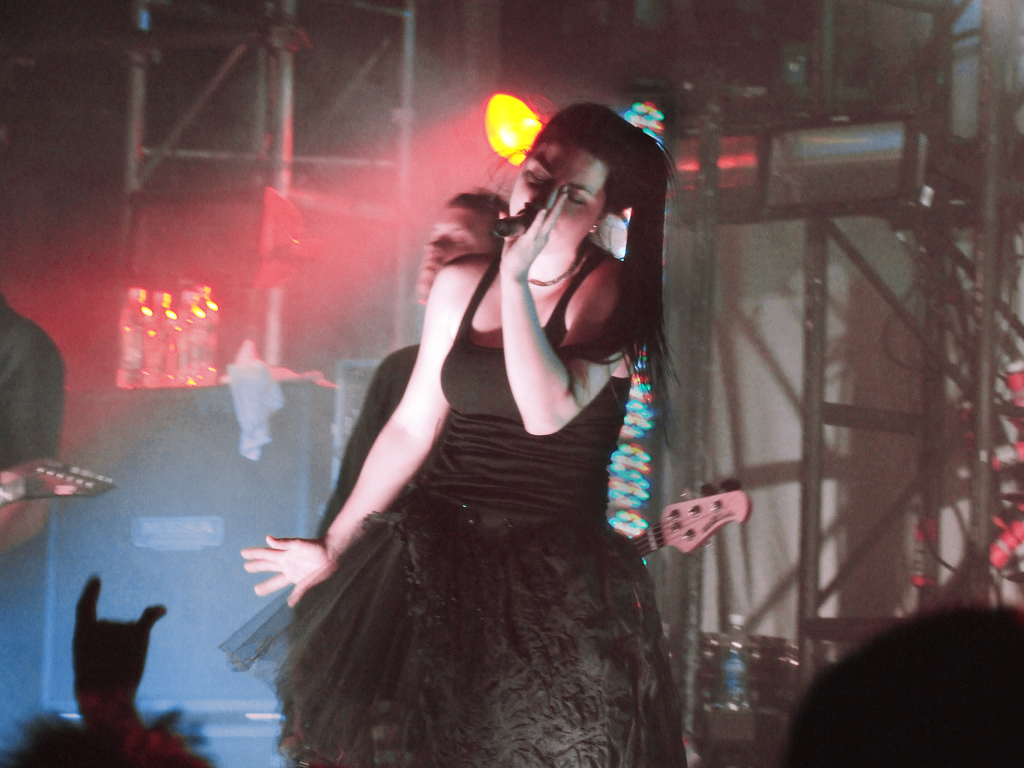
Evanescence tocando en una concierto de la primera etapa de la gira mundial The Open Door.

### Sencillos y otras canciones
El primer sencillo del álbum fue «Call Me When You're Sober», el cual tuvo un limitado lanzamiento en la radio el 31 de julio del 2006, siendo lanzado mundialmente en la semana siguiente. Esta versión completa de «Call Me When You're Sober» se filtró en internet pocos días antes de su lanzamiento oficial en la radio. Debido a esto, la disquera permitió a las estaciones de radio empezar a transmitir la canción. Su video musical, dirigido por Marc Webb, fue filmado en julio de 2006. El segundo sencillo de The Open Door, «Lithium», fue lanzado en el Reino Unido el 8 de enero del 2007. El video musical de «Lithium» fue dirigido por Paul Fedor, y filmado del 31 de octubre al 1 de noviembre del 2006.
El tercer sencillo, «Sweet Sacrifice», fue originalmente planeado para ser «All That I'm Living For»; sin embargo, luego de considerar los deseos de, tanto los fanes como de la misma banda, la discográfica decidió cambiar el lanzamiento. El video musical de «Sweet Sacrifice» fue filmado en Burbank, California el 9 de marzo y el 10 de marzo del 2007, y dirigido por Paul Brown. El video se filtró en Internet el 4 de abril luego de estar brevemente disponible en iTunes Store de USA. Luego, fue estrenado en Yahoo! Music el 5 de abril del 2007. El cuarto fue «Good Enough», el cual fue filmado entre el 11 de junio y el 14 de junio del 2007. El intro para esta canción se ha suprimido del tema de la versión sencillo. Lo antes creído de que este intro fue de «The Narnia Song» una canción escrita para la película Las Crónicas de Narnia hubo un malentendido y no pertenece a esta

### Gira

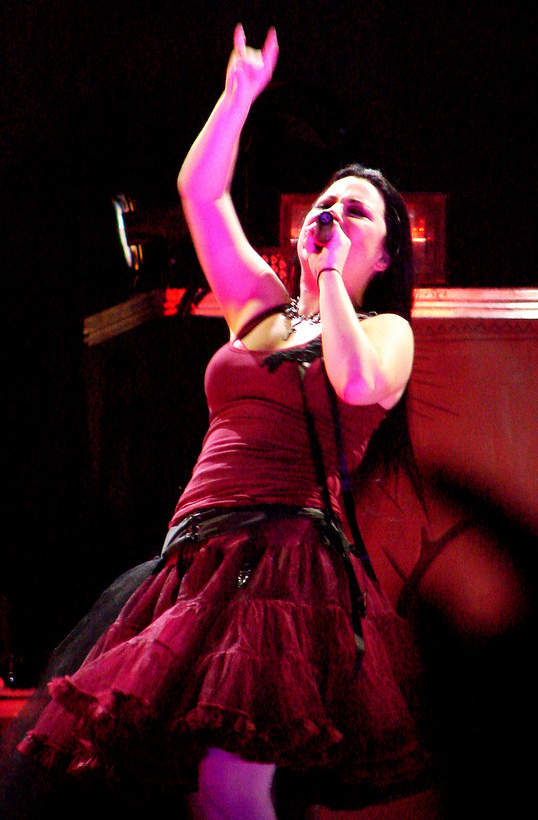
Evanescence en concierto, en São Paulo, Brasil.

La primera etapa de «The Open Door Tour» comenzó el 5 de octubre de 2006 en Toronto, Ontario, Canadá, y finalizó el 15 de diciembre de 2006 en la ciudad de Nueva York. Después de recorrer América del Norte durante octubre, Evanescence viajó a Europa durante noviembre antes de regresar a los Estados Unidos para tocar en grandes escenarios. La etapa de la gira continuó el 5 de enero de 2007 y consistió en apariciones en Canadá, Japón y Australia. Al actuar en los Estados Unidos, Canadá y Australia, Evanescence tuvo como soporte a la banda Rev Theory en el Stone Sour y The Black Maria, y Shihad, respectivamente. La segunda etapa de la gira comenzó el 16 de marzo de 2007 en Fresno, California, y continuó en América del Norte, América del Sur, Sudáfrica y de regreso a América del Norte, y terminó en Europa. Los conciertos de Estados Unidos incluyen como banda soporte a Chevelle y Finger Eleven. En Buenos Aires, Evanescence tocó en un festival de rock con Aerosmith, Velvet Revolver y Ratones Paranoicos. Entre los conciertos en Europa, la banda participó en el Family Values Tour 2007 junto a Korn. Después de Family Values, la banda continuó su gira por México y Estados Unidos. La última etapa de la gira comenzó el 23 de octubre de 2007 en Coral Gables, Florida; la banda fue apoyada por Sick Puppies y Julien-K, mientras que Shiny Toy Guns hizo una aparición especial durante el espectáculo del 1 de diciembre de 2007 en University Park, Pensilvania. Después de más de un año de giras, el último show fue en  Kingston, Rhode Island el 9 de diciembre de 2007. Las nuevas incorporaciones al setlist de la última etapa de la gira incluyen «Lose Control», «Missing» y «Understanding».

## Lista de canciones
| The Open Door |                             |                |          |  |
| N.º           | Título                      | Música         | Duración |  |
| 1.            | «Sweet Sacrifice»           | Lee, Balsamo   | 3:00     |  |
| 2.            | «Call Me When You're Sober» | Lee, Balsamo   | 3:34     |  |
| 3.            | «Weight of the World»       | Lee, Balsamo   | 3:32     |  |
| 4.            | «Lithium»                   | Lee            | 3:46     |  |
| 5.            | «Cloud Nine»                | Lee, Balsamo   | 4:23     |  |
| 6.            | «Snow White Queen»          | Lee, Balsamo   | 4:22     |  |
| 7.            | «Lacrymosa»                 | Lee, Balsamo   | 3:36     |  |
| 8.            | «Like You»                  | Lee            | 4:17     |  |
| 9.            | «Lose Control»              | Lee, Balsamo   | 4:50     |  |
| 10.           | «The Only One»              | Lee, Balsamo   | 4:42     |  |
| 11.           | «Your Star»                 | Lee, Balsamo   | 4:43     |  |
| 12.           | «All That I'm Living For»   | Lee, McLawhorn | 3:49     |  |
| 13.           | «Good Enough»               | Lee            | 5:31     |  |
| 51:29         |                             |                |          |  |

## Canciones Descartadas
| N.º | Título                             | Música               | Duración |  |
| 14. | «The Last Song I'm Wasting On You» | Lee                  | 4:07     |  |
| 15. | «Together Again»                   | Lee, DioGuardi       | 3:13     |  |
| 16. | «If You Don't Mind»                | Lee, Balsamo, McCord | 2:55     |  |

## Posicionamiento en listas

### Álbum
| Año  | Trabajo       | Posicionamiento en listas | Posicionamiento en listas | Posicionamiento en listas | Posicionamiento en listas | Posicionamiento en listas | Posicionamiento en listas | Posicionamiento en listas | Posicionamiento en listas | Posicionamiento en listas | Posicionamiento en listas | Posicionamiento en listas | Posicionamiento en listas | Posicionamiento en listas | Posicionamiento en listas | Posicionamiento en listas | Posicionamiento en listas | Posicionamiento en listas | Posicionamiento en listas | Posicionamiento en listas | Posicionamiento en listas | Posicionamiento en listas | Posicionamiento en listas |
| Año  | Trabajo       | [ 65 ]                    | [ 65 ]                    | [ 66 ]                    | [ 67 ]                    | [ 68 ]                    | [ 69 ]                    | [ 70 ]                    | [ 71 ]                    | [ 72 ]                    | [ 73 ]                    | [ 74 ]                    | [ 75 ]                    | [ 76 ]                    | [ 77 ]                    | [ 78 ]                    | [ 79 ]                    | [ 80 ]                    | [ 81 ]                    | [ 82 ]                    | [ 83 ]                    | [ 84 ]                    | [ 85 ]                    |
| ---- | ------------- | ------------------------- | ------------------------- | ------------------------- | ------------------------- | ------------------------- | ------------------------- | ------------------------- | ------------------------- | ------------------------- | ------------------------- | ------------------------- | ------------------------- | ------------------------- | ------------------------- | ------------------------- | ------------------------- | ------------------------- | ------------------------- | ------------------------- | ------------------------- | ------------------------- | ------------------------- |
| 2006 | The Open Door | 1                         | 1                         | 2                         | 1                         | 2                         | 2                         | 4                         | 3                         | 1                         | 3                         | 1                         | 3                         | 5                         | 1                         | 1                         | 2                         | 11                        | 2                         | 1                         | 7                         | 3                         | 1                         |

### Fin de año
| Lista (2006)                      | Posición |
| --------------------------------- | -------- |
| Australia (ARIA Charts)           | 31       |
| Austria (Ö3 Austria Top 40)       | 38       |
| Bélgica (Ultratop 50 de Flandres) | 82       |
| Bélgica (Ultratop 40 da Valônia)  | 48       |
| Estados Unidos (Billboard 200)    | 57       |
| Estados Unidos (Top Rock Albums)  | 8        |
| Estados Unidos (Digital Albums)   | 15       |
| Finlandia (IFPI Finlândia)        | 15       |
| Países Bajos (MegaCharts)         | 79       |
| Reino Unido (UK Albums Chart)     | 81       |
| Suiza (Schweizer Hitparade)       | 22       |
| Lista (2007)                      | Posición |
| Estados Unidos (Billboard 200)    | 52       |
| Estados Unidos (Top Rock Albums)  | 10       |

### Sencillos
| 2006 | "Call Me When You're Sober" | 10 | 5 | 6  | 7  | 20 | 27 | 10 | 23 | 7 | 15 | 3 | 5  | 3  | 13 | 4  | 13 | 13 | 24 |
| 2007 | "Lithium"                   | 24 | — | 40 | 41 | —  | 55 | 13 | 23 | — | —  | 2 | 26 | 16 | 44 | 32 | 44 | 30 | 10 |
| 2007 | "Sweet Sacrifice"           | —  | — | —  | —  | —  | —  | —  | —  | — | —  | — | —  | —  | 75 | —  | —  | —  | —  |

## Certificaciones
| The Open Door | Diamante | Platino | 2x | 2x | Platino | Platino | Platino | Platino | Platino | Oro | Oro | Oro | Oro | Oro | Oro | Oro | Oro |

- Certificacón de diamante , platino  y oro .

## Créditos
| - Amy Lee – Voz, piano - Terry Balsamo – Guitarra - Troy McLawhorn – Guitarra - Tim McCord – Bajo - Will Hunt – Batería - Tamara Berard – Coro - Melanie Bruno – Coro - Alyssa Campbell – Coro - David Campbell – Arreglos orquestales - Marcella Carmona – Coro - Kevin Dalbey – Coro - Rory Faciane – Batería - Dave Fortman – Productor - Mary Gaffney – Coro - Bon Harris – Programador - Leor Dimant (DJ Lethal)- Percusión, Programador - Mike Hogue – Asistente de ingeniería - Carlos Jaime Cernadas – Batería - Simon James – Máster - Ted Jensen – Máster - Carrie Lee – Voz - Lori Lee – Voz | - Andrew Lurie – Administración - Darren Majewski – A&R - Gail Marowitz – Dirección artística - Diana Meltzer – A&R - Millennium Choir – Coro - Mike Mongillo – Gerente de producción - Frank Ockenfels – Fotografía - Joanne Paratore – Coro - Jeremy Parker – Ingeniero - Troy McLawhorn - Guitarra acústica en "Weight of the World" "Lithium" and "All That I'm Living For" - Darryl Phinnessee – Coro - David Sabee – Contratista - Seattlemusic Group – Grupo - Wesley Seidman – Asistente de ingeniería - Ed Sherman – Diseño de portada - Dwight Stone – Coro - Tania Themmen – Coro - Talaya Trigueros – Coro - Lisa Wall Urgero – Coro - Gregg Wattenberg – A&R - Susan Youngblood – Coro |